# Álftaskarðsþúfa
Álftaskarðsþúfa är ett berg i republiken Island. Det ligger i regionen Västlandet, 40 km nordost om huvudstaden Reykjavík. Toppen på Álftaskarðsþúfa är 536 meter över havet, eller 254 meter över den omgivande terrängen. Bredden vid basen är 3,1 km.
Trakten runt Álftaskarðsþúfa är nära nog obefolkad, med mindre än två invånare per kvadratkilometer. Närmaste större samhälle är Hvanneyri, omkring 20 kilometer nordväst om Álftaskarðsþúfa.